# Caroline de la Motte Fouqué
Caroline Philippine de La Motte-Fouqué (bautizada como Caroline Philippine von Briest; Berlín, 7 de octubre de 1774 - Nennhausen, 20 de julio de 1831) fue una escritora romántica alemana.
Caroline, quien suele ser descrita como mujer de intensa espiritualidad y de gran belleza, contrajo matrimonio en primeras nupcias, en el año 1791, con Adolf Ludwig Rochus Von Rochow, quien se suicidaría en 1799. Caroline volvió a casarse, en 1803, con el también escritor romántico Friedrich de la Motte Fouqué, de quien tomó el apellido. Fue autora de novelas y narraciones de corte romántico, y de otros escritos. En 1812 y 1813 editó, junto a Amalie von Hellwig, la colección de sagas y leyendas Taschenbuchs der Sagen und Legenden.
Caroline en ocasiones firmaba sus obras con el pseudónimo "Serena". 
En la historia de la literatura, su nombre aparece indisolublemente vinculado al de su esposo Friedrich.

## Obra
- Drei Mährchen. Berlín, Wittich, 1806 (pseudónimo 'Serena')
- Roderich, 1807
- Frau des Falkensteins, 1810
- Briefe über Zweck und Richtung weiblicher Bildung, Berlín 1811
- Briefe über die griechische Mythologie für Frauen. Berlín, Hitzig, 1812.
- Die Spanier und der Freiwillige in Paris, 1814
- Feodora, 1814
- Edmunds Wege und Irrwege, 1815
- Das Heldenmädchen aus der Vendée, 1816
- Frauenliebe, 1818
- Ida, 1820
- Lodoiska und ihre Tochter, 1820
- Die blinde Führerin, 1821
- Heinrich und Maria, 1821
- Briefe über Berlin, 1821
- Vergangenheit und Gegenwart. Berlín, Schlesinger, 1822
- Die Herzogin von Montmorency. Roman in 3 Teilen. Leipzig, Hartmann, 1822
- Die Vertriebenen, 1823
- Neueste gesammelte Erzählungen. 2 v. Berlín, Schlesinger, 1824 (darin u.a.: Der Zweikampf. Die drei Wanderer. Der letzte der Paläologen. Ottile. Der Maltheser)
- Bodo von Hohenried, 1825
- Die Frauen in der großen Welt. Bildungsbuch beim Eintritt in das gesellige Leben, 1826